# Caso causativo
El Caso causativo es un caso adverbial presente en finés. Utilizado para conferir valor causal, se obtiene posponiendo la partícula -ten a un número limitado de pronombres, adjetivos y sus formas superlativas. La forma plural es idéntica a la singular.
Ejemplo
- kuten = así como
- vanhemmiten = Tarde en la vida